# Vashti Bunyan

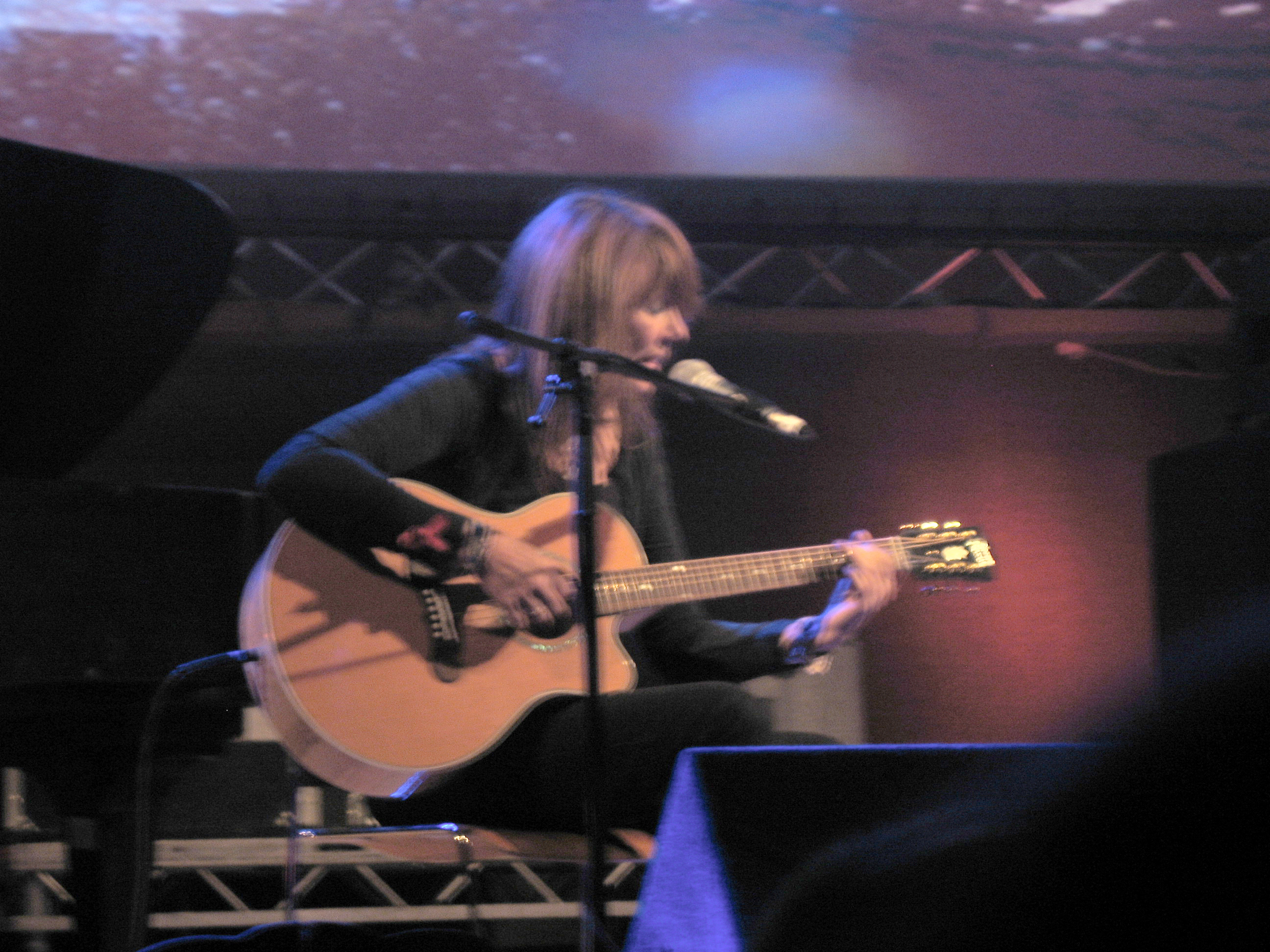
Vashti Bunyan (2006)

Jennifer Vashti Bunyan (* 2. März 1945 in Newcastle upon Tyne) ist eine britische Folk-Sängerin, Gitarristin und Songwriterin.

## Leben
Vashti Bunyan studierte zunächst Kunst, verließ die Akademie aber, um eine Karriere als Sängerin zu verfolgen. Stones-Manager Andrew Loog Oldham wollte sie als Nachfolgerin von Marianne Faithfull aufbauen, was misslang. Sie bewegte sich schließlich eher in Folk-Kreisen im Umfeld der Incredible String Band.
Ende der 1960er begab sich Bunyan auf eine Reise auf die Äußeren Hebriden, wo sie mit ihrem Mann in einem Bauernhaus lebte. Zurück in London nahm sie ihr erstes Album, Just Another Diamond Day, auf. Das Album blieb ohne Erfolg und Bunyan kehrte dem Musik-Business den Rücken.
Ende der 1990er wurde die Rarität Just Another Diamond Day zur Überraschung der Künstlerin wiederveröffentlicht. Nach einer musikalischen Pause von über 30 Jahren trat Bunyan als Gastsängerin bei verschiedenen Independent-Projekten in Erscheinung: Piano Magic, Devendra Banhart und Animal Collective. So nahm sie mit der letztgenannten Band zum ersten Mal nach 30 Jahren eine EP auf: Prospect Hummer (2004). Dies führte dazu, dass sie von FatCat Records unter Vertrag genommen wurde und nach 35 Jahren im Jahre 2005 ihr zweites Album veröffentlichte, Lookaftering.
Der von Bunyan 1966 aufgenommene Train Song kam im Jahr 2008 zu größerer Bekanntheit, als Reebok ihn als Teil eines Werbespots für Football-Kleidung nutzte. Im Jahr 2011 wurde der Train Song erneut in einem Werbespot der Firma Samsung eingesetzt. Außerdem wurde er im Jahr 2014 Bestandteil des Soundtracks der US-amerikanischen HBO-Krimiserie True Detective. Ferner wurde Train Song im Soundtrack und Trailer des Dokumentarfilms Kokolampy von Hajo Schomerus verwendet, der 2016 im Deutschen Wettbewerb der DOK Leipzig lief. Des Weiteren ist der Song auch der Soundtrack der von Amazon produzierten Serie Patriot.

## Diskographie
Studioalben
- 1970: Just Another Diamond Day
- 2005: Lookaftering
- 2014: Heartleap

Kompilationen
- 2007: Some Things Just Stick In Your Mind – Singles and Demos 1964 to 1967

Extended Plays
- 2005: Just Another Diamond Day

Singles
- 1965: Some Things Just Stick in Your Mind / I Want to Be Alone
- 1966: Train Song / Love Song